# Adam Carroll
Adam Carroll (Portadown, 26 de outubro de 1982) é um automobilista norte-irlandês. 
Levou a A1 Team Irlanda ao campeonato de 2008/2009 da A1 Grand Prix. Disputou entre 2005 a 2008 da GP2 Series. Fez algumas provas da DTM.